# スメタナ

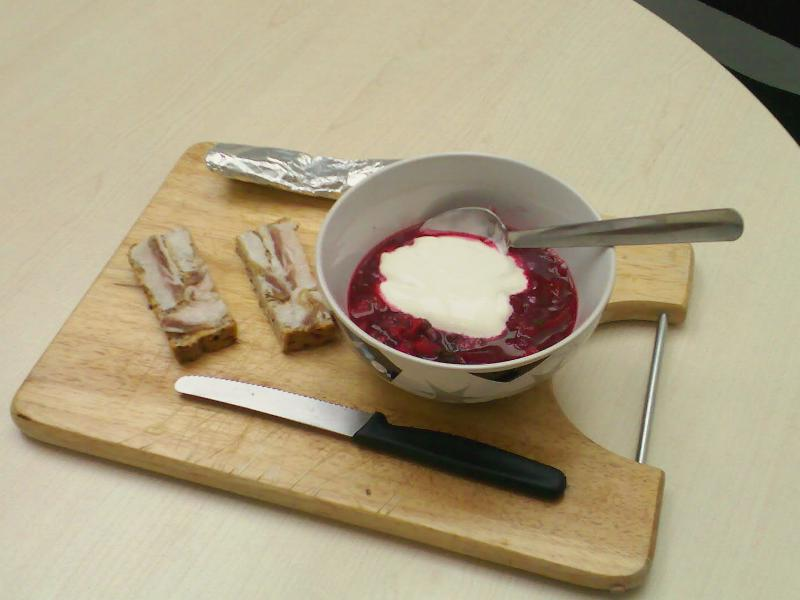
スメタナを入れたウクライナのボルシチ

スメタナ（smetana、ロシア語: смета́на  音声、ポーランド語: śmietana  音声、ウクライナ語: cметана）は、東欧など原産の発酵乳の一種。ボルシチ、シチー、ペリメニ、ブリヌイ、ヴァレニキなどのほか、好みにより多くの料理に添えて食される。

## 概要
特徴は、好気性細菌と嫌気性細菌が共存して発酵している点にある。
スメタナは比較的低温でも発酵が進むため、一般の乳酸菌ヨーグルトのように加温しなくても殖やすことができる。また、低温に保てるため雑菌が繁殖しにくい。その反面、流通過程で発酵が進み、発生したガスが密封容器を爆発させるおそれがあるため、容器は空気穴を空けたものが用いられる。日本では食品衛生法上、この空気穴を空けることが認められていないため、生菌を含む製品は事実上流通させることができない。
日本ではサワークリームと混同され伝播したが、スメタナはサワークリームとは製法が異なる物も含む発酵乳製品である。
栄養価については、他のヨーグルトと特記すべき違いは見い出されていない。